# Марко Вуковић (песник)
Марко Вуковић (Крагујевац, 1975) је српски песник и књижевни преводилац.  

## Биографија
Вуковић је рођен у Крагујевцу 1975. године. Објавио је четри књиге песама, са норвешког језика редовно преводи поезију.  
Песме и преводе објављује у књижевној периодици (Кораци, Повеља, Поља, Летопис Матице српске, Развитак, Градина, Буктиња, Исток, Траг, СЕНТ), превођен је на словеначки, македонски, пољски, бугарски, немачки, норвешки и енглески језик.
За превод књиге песама Ингвил Луте Што сам тако тужна кад сам тако слатка добио је награду Милош Н. Ђурић за 2024. годину.
Тренутно живи и ради у Норвешкој.  

## Дела

### Поезија
- Тешко је време (1994)
- Иза осмеха (1998)
- Расрчнуће (2000)
- Дивљи камен (2005)

### Преводи са норвешког
- Ролф Јакобсен, Вежбе дисања (2014)
- Туне Хеднебе, Тачка (2016)
- Агнес Раватн, Птичји суд (2017)
- Лаш Соби Кристенсен, Акустичне сенке (2018)
- Гунвор Хофмо, Никог не заборављам (2018)
- Тор Улвен, Звезда у костуру (2020)[3]
- Антологија нове норвешке лирике, Некрштени фјордови (2020)[4]
- Ролф Јакобсен, Усамљена тераса и друге песме (2021)
- Георг Јоханесен, Ars Moriendi/Ars Vivendi (2023)
- Гунвор Хофмо, Из друге стварности (2024)
- Бринјулф Јунг Тјен, Бели, норвешки човек (2024)

- Ингвилд Луте, Што сам тако тужна кад сам тако слатка (2024)[5][6][7][8]

## Награде
- Награда Милош Н. Ђурић, за превод књиге песама Ингвил Луте Што сам тако тужна кад сам тако слатка, 2024. године.